# Johannes Schmidt (Philologe, 1861)
Johannes Schmidt (* 5. Februar 1861 in Greifenhain bei Frohburg; † 31. Juli 1926 in Leipzig) war ein deutscher Klassischer Philologe und Gymnasiallehrer.
Johannes Oswald Schmidt stammte aus einer weitverzweigten Pfarrer- und Gelehrtenfamilie. Sein Großvater Gottlob Christian Schmidt (1788–1853), verheiratet mit Henriette geb. Zenker, war Diakon, später Pastor in Kaditz und Meißen (ab 1835). Sein Vater war der evangelische Pfarrer D. Oswald Gottlob Schmidt (1821–1882), seine Mutter Emma Louise geb. Rose. Väterlicherseits hatte Schmidt sieben Onkel und zwei Tanten, darunter Bernhard Gottlob Schmidt (1822–1869), Professor der Rechte in Leipzig, Benno Gottlob Schmidt (1826–1896), Professor der Chirurgie in Leipzig, Clemens Gottlob Schmidt (1827–1904), Pfarrer in Colmnitz, Wilibald Gottlob Schmidt (1828–1877), Gymnasiallehrer in Plauen, Bautzen und Grimma, sowie Woldemar Gottlob Schmidt (1836–1888), Professor der Theologie in Leipzig.
Johannes Schmidt verbrachte seine Kindheit in Greifenhain. 1872 wurde sein Vater als Superintendent nach Werdau berufen. Von da an besuchte Schmidt das Gymnasium zu Zwickau. Nach der Reifeprüfung 1880 studierte er Klassische Philologie und Geschichte an der Universität Leipzig, wo ihn besonders Otto Ribbeck, Justus Hermann Lipsius und Georg Voigt beeinflussten. Am 17. Juli 1884 wurde Schmidt zum Dr. phil. promoviert, am 12. März 1885 bestand er das Staatsexamen.
Zu Ostern 1885 begann Schmidt als Probekandidat am Königlichen Gymnasium zu Leipzig. Bereits am 15. Juni 1885 wechselte er als wissenschaftlicher Hilfslehrer an die Vereinigten Gymnasialanstalten zu Plauen, wo er fast alle Klassenstufen des Gymnasiums unterrichtete. Im Sommer 1888 vertrat er dort eine Oberlehrerstelle. Zu Ostern 1889 wechselte er als provisorischer Oberlehrer an das Gymnasium zu Zwickau. Zum 1. Oktober 1889 erhielt Schmidt eine endgültige Oberlehrerstelle an der Fürstenschule Grimma, wo er bis zu seinem Eintritt in den Ruhestand wirkte. Später wurde er zum Gymnasialprofessor und Studienrat ernannt. Seit 1894 leitete er als Deutschlehrer der Unterprima die jährlichen Theateraufführungen dieser Klasse (zwischen Michaelis und Weihnachten).
Neben dem Schuldienst war Schmidt wissenschaftlich tätig. Für das Winterhalbjahr 1892/93 erhielt er Urlaub zu einer Forschungsreise nach Italien und Griechenland. Seine Forschungsschwerpunkte waren die Poetik des Euripides und die griechische Mythologie, besonders die Entwicklung des Sagenkreises um Odysseus in der antiken Literatur. Er verfasste zahlreiche Artikel für Roschers Ausführliches Lexikon der griechischen und römischen Mythologie und für die Realencyclopädie der classischen Altertumswissenschaft (RE).
Schmidt blieb sein Leben lang unverheiratet. Da sich seine Gesundheit verschlechterte, musste er ab dem 15. Oktober 1914 längeren Urlaub nehmen. Zum 1. April 1915 trat er vorzeitig in den Ruhestand. Während des Ersten Weltkriegs war er ehrenamtlich in der Amtshauptmannschaft Grimma tätig. Er starb am 31. Juli 1926 im Leipziger Diakonissenhaus.
Sein Onkel war der Mediziner Benno Schmidt.

## Schriften (Auswahl)
- Ulixes Posthomericus. Particula prima. In: Berliner Studien 2, 1885, S. 399–490 (Dissertation; auch separat)
- Ulixes Posthomericus. P. II. In: Commentationes Ribbeckianae. Leipzig 1888, S. 98–114
- Ulixes comicus. In: Jahrbücher für classische Philologie. Supplement-Band 16 (1888), S. 361–390
- Der Sklave bei Euripides. In: Einladungsschrift zu der am 24. September 1891 stattfindenden Einweihung des neuen Gebäudes der Fürsten- und Landesschule zu Grimma. Grimma 1891, S. 93–100
- Der Sklave bei Euripides (Fortsetzung und Schluss). Grimma 1892 (Schulprogramm), 37 S.
- Euripides’ Verhältnis zu Komik und Komödie. Teil 1, Kapitel 1 und 2. Grimma 1905 (Schulprogramm), 36 S.